# Sébastien Dubé (musicien)
Sébastien Dubé (né le 3 septembre 1966 à Québec, Canada) est un contrebassiste membre de plusieurs orchestres classiques et ensembles de jazz internationaux.

## Biographie
Après son diplôme du Conservatoire de musique de Québec, Sébastien Dubé poursuit ses études à l'Université Rice à Houston et à l'Université de Californie du Sud. Il étudie parallèlement le jazz et la musique classique, avec entre autres Luc Sévigny, Paul Ellison, Dennis Trembly, John Clayton et Edwin Barker.
Il commence ensuite à travailler comme musicien indépendant avec différents orchestres comme l'Orchestre philharmonique de Los Angeles, l'Orchestre symphonique de Houston et l'Orchestre symphonique de Québec, avant de déménager en Scandinavie. Il devient premier contrebassiste à l'Orchestre philharmonique de Bergen de 1993 à 1996 et au NorrlandsOperan de 1996 à 2000.
En 2000, il accepte le poste de premier contrebassiste de l'Orchestre de chambre de Suède. Il se produit également comme soliste avec certains de ces orchestres. Il travaille dans différents types de musique, principalement le jazz et la musique folklorique, parallèlement à sa carrière au sein d'orchestres classiques au fil des ans. Il joue notamment avec les ensembles de jazz Ivar Kolve Trio, Jonas Knutson Quartet, et dans le duo Maria Johanson et Sébastien Dubé (basse et chant). Ses partenaires de musique folklorique incluent l'Ale Möller Band, Torbjörn Näsbom et Harv.
Par ailleurs, il organise des concerts mêlant différents types de musiques et de musiciens, dont des musiques du monde, du jazz, du folk ou du classique et parfois même avec des orchestres symphoniques.
Sébastien Dubé a enseigné au Festival d'été du Domaine Forget au Québec et au Baltic Youth Philharmonic. Il occupe également des postes dans la faculté de musique de l'Université d'Örebro et au Collège de musique d'Ingesund en Suède.

## Discographie
- 2002 : Töst!, avec Harv
- 2004 : Bodjal (Amigo Records), avec Ale Möller Band
- 2008 : View From My Room (Curling Legs), avec Ivar Kolve Trio 2010 : Once Upon A Time (Carpe Diem), avec Mats Norrefalk
- 2012 : Beardo (Outhouse Records), avec Magnus Stinnerbom et Sophia Stinnerbom
- 2014 : Adversity/Servitude (Sepulchral Productions), avec Beast Within